# Лесная (платформа, Красноярский край)
Лесная — платформа Красноярской железной дороги в Красноярском крае. Расположена на перегоне Зеледеево — Кача.
Платформа оснащена ограждениями, освещением, табличкой с названием жд станции и крытыми навесами. Билетной кассы на платформе нет. Находится в посёлке Кача, в 4042 километрах от Москвы и в 55 километрах от станции Красноярск-Пассажирский. На станции останавливаются все электропоезда, также Красноярск — Чернореченская, Зеледеево — Красноярск и Зеледеево — Дивногорск. Северная платформа принимает электропоезда на запад, а восточная на восток (на Красноярск).
Восточнее платформы Лесная пути проходят над тоннелем в долине реки Гладкая Кача и автодорогой.